# Girl Next Door (album)
Pour les articles homonymes, voir The Girl Next Door.
Albums de Girl Next Door
Next Future
(2010)
Singles
Girl Next Door est le premier album de Girl Next Door sorti sous le label Avex Trax le 24 décembre 2008.

## Présentation
Il débute à la 3e place du classement de l'Oricon. Il se vend à 171 165 exemplaires la première semaine et reste classé pendant 11 semaines, pour un total de 1 212 844 exemplaires vendus. Il sort en format CD et CD+DVD.
- Winter Game = thème de fin de FujiTV show Uchikuru!?
- Drive Away = thème publicitaire pour Toyota Technical Development
- Power of Love = chanson officiel du Tokyo Tower 50th Anniversary
- Shiawase no Jōken = thème de fin d'octobre et novembre pour TBS show Osama no Branch
- Winter Mirage = thème du drama Heroes Saison 2
- Jōnetsu no Daishō = thème du Drama Gira Gira
- Fine After Rain = thème de NNN News Realtime Real Sports section
- Breath = thème de fin de Uwasa no! Tokyo Magazine
- Day's... = thème de NNN Straight News weather
- Escape = thème publicitaire pour Toshiba cellphone W65T(au)
- Winter Garden = thème de fin de décembre et janvier de Rank Okoku
- Climber's High = thème de fin de Guru Guru Ninety Nine
- Next Door = thème de fin de Tokyo FM Akasaka Yasuhiko no Dear Friends
- Gūzen no Kakuritsu = thème d'ouverture de CDTV sur TBS, thème de fin d'août et septembre de Osama no Branch, thème de fin d'août et septembre de Arabiki-dan

## Liste des titres
| 1.  | Winter Game                                  | Chisa & Kato Kenn | Suzuki Daisuke | 4:18 |
| 2.  | Drive away                                   | Chisa & Kato Kenn | Suzuki Daisuke | 4:11 |
| 3.  | Power of love                                | Chisa & Kato Kenn | Suzuki Daisuke | 5:24 |
| 4.  | Shiawase no Jōken (幸福の条件)               | Chisa & Kato Kenn | Suzuki Daisuke | 3:50 |
| 5.  | WINTER MIRAGE                                | Chisa & Kato Kenn | Suzuki Daisuke | 6:25 |
| 6.  | Jōnetsu no Daishō (情熱の代償)               | Chisa & Kato Kenn | Suzuki Daisuke | 4:35 |
| 7.  | Fine after rain                              | Chisa & Kato Kenn | Suzuki Daisuke | 4:17 |
| 8.  | Breath                                       | Chisa & Kato Kenn | Suzuki Daisuke | 5:03 |
| 9.  | Day's...                                     | Girl Next Door    | Girl Next Door | 2:17 |
| 10. | ESCAPE (Album Edit)                          | Chisa & Kato Kenn | Suzuki Daisuke | 4:43 |
| 11. | Winter Garden                                | Chisa & Kato Kenn | Suzuki Daisuke | 5:02 |
| 12. | Climber's high                               | Chisa & Kato Kenn | Suzuki Daisuke | 4:21 |
| 13. | NEXT DOOR                                    | Suzuki Daisuke    | Girl Next Door | 1:28 |
| 14. | Gūzen no Kakuritsu (Album Edit) (偶然の確率) | Chisa & Kato Kenn | Suzuki Daisuke | 5:20 |

| 1. | Guuzen no Kakuritsu (PV-Special Version) (偶然の確率) |  |
| 2. | Drive away (PV-Special Version)                       |  |
| 3. | Jounetsu no Daishou (PV-Special Version) (情熱の代償) |  |
| 4. | Winter Game (PV-Special Version)                      |  |